# Preah Andoung
Preah Andoung es una comuna (khum) del distrito de Stueng Trang, en la provincia de Kompung Cham, Camboya. En marzo de 2008 tenía una población estimada de 2064 habitantes.
Se encuentra ubicada en la llanura camboyana, al sureste del lago Sap (Tonlé Sap) y a escasa distancia del río Mekong y de la frontera con Vietnam.